# Zamek w Nowej Czetwertni
Zamek w Nowej Czetwertni – zamek wybudowany  przez Jacka Czetwertyńskiego w 1585 r. nad Styrem.

## Historia
Pierwotnie własność Aleksandra Świętopełkowicza z książąt kijowskich, który pierwszy zaczął się pisać ks. Świętopełkiem na Czetwertni. Wówczas miejscowość przybrała nazwę Starej Czetwertni, odkąd sąsiednią wieś Borowicze, po wzniesieniu w niej zamku zaczęto nazywać Nową Czetwetnią. Budowla znajdowała się nad Styrem a ochraniały ją ziemne wały. Jacek Czetwertynski ożenił się z Katarzyną Bokijówną i miał z nią córkę Annę i synów Stefana i Fedora. W XVI w. zamek drogą wiana znalazł się w posiadaniu ks. Janusza Zbarskiego, wojewody bracławskiego, ożenionego z Anna Czetwertyńska. Po wygaśnięciu rodu Zbarskich w 1625 r. miejscowość wróciła do Czetwertyńskich. Pod koniec XIX w. własność Heliodora Czetwertyńskiego.  W XIX w. wieś kupił Kopczerow.